# کولت کانینگهام
کولت کانینگهام (انگلیسی: Colette Cunningham؛ زادهٔ ۱ ژوئیهٔ ۱۹۷۱) بازیکن فوتبال اهل ایالات متحده آمریکا است.

وی همچنین در تیم ملی فوتبال زنان ایالات متحده آمریکا بازی کرده‌است.